# Eriospermum
Eriospermum är ett släkte av sparrisväxter. Eriospermum ingår i familjen sparrisväxter.

## Dottertaxa tillEriospermum, i alfabetisk ordning[1]
- Eriospermum abyssinicum
- Eriospermum aequilibre
- Eriospermum alcicorne
- Eriospermum algiferum
- Eriospermum andongense
- Eriospermum aphyllum
- Eriospermum appendiculatum
- Eriospermum arachnoideum
- Eriospermum arenosum
- Eriospermum aribesense
- Eriospermum armianum
- Eriospermum attenuatum
- Eriospermum bakerianum
- Eriospermum bayeri
- Eriospermum bifidum
- Eriospermum bowieanum
- Eriospermum bracteatum
- Eriospermum brevipes
- Eriospermum breviscapum
- Eriospermum bruynsii
- Eriospermum buchubergense
- Eriospermum calcareum
- Eriospermum capense
- Eriospermum cecilii
- Eriospermum cernuum
- Eriospermum cervicorne
- Eriospermum ciliatum
- Eriospermum citrinum
- Eriospermum coactum
- Eriospermum cooperi
- Eriospermum cordiforme
- Eriospermum corymbosum
- Eriospermum crispum
- Eriospermum currorii
- Eriospermum descendens
- Eriospermum deserticolum
- Eriospermum dielsianum
- Eriospermum dissitiflorum
- Eriospermum dregei
- Eriospermum dyeri
- Eriospermum erinum
- Eriospermum eriophorum
- Eriospermum ernstii
- Eriospermum exigium
- Eriospermum exile
- Eriospermum filicaule
- Eriospermum flabellatum
- Eriospermum flavum
- Eriospermum flexum
- Eriospermum flexuosum
- Eriospermum folioliferum
- Eriospermum fragile
- Eriospermum glaciale
- Eriospermum graminifolium
- Eriospermum graniticola
- Eriospermum halenbergense
- Eriospermum inconspicuum
- Eriospermum juttae
- Eriospermum kiboense
- Eriospermum kirkii
- Eriospermum krauseanum
- Eriospermum lanceifolium
- Eriospermum lanimarginatum
- Eriospermum lanuginosum
- Eriospermum lavranosii
- Eriospermum laxiracemosum
- Eriospermum macgregoriorum
- Eriospermum mackenii
- Eriospermum marginatum
- Eriospermum minutiflorum
- Eriospermum minutipustulatum
- Eriospermum multifidum
- Eriospermum namaquanum
- Eriospermum nanum
- Eriospermum occultum
- Eriospermum ophioglossoides
- Eriospermum ornithogaloides
- Eriospermum orthophyllum
- Eriospermum paludosum
- Eriospermum papilliferum
- Eriospermum paradoxum
- Eriospermum parvifolium
- Eriospermum parvulum
- Eriospermum patentiflorum
- Eriospermum porphyrium
- Eriospermum porphyrovalve
- Eriospermum proliferum
- Eriospermum pubescens
- Eriospermum pumilum
- Eriospermum pusillum
- Eriospermum pustulatum
- Eriospermum ramosum
- Eriospermum ratelpoortianum
- Eriospermum rhizomatum
- Eriospermum roseum
- Eriospermum sabulosum
- Eriospermum schinzii
- Eriospermum schlechteri
- Eriospermum spirale
- Eriospermum stenophyllum
- Eriospermum subincanum
- Eriospermum subtile
- Eriospermum titanopsoides
- Eriospermum triphyllum
- Eriospermum tuberculatum
- Eriospermum undulatum
- Eriospermum vermiforme
- Eriospermum villosum
- Eriospermum viscosum
- Eriospermum volkmanniae
- Eriospermum zeyheri